# 캘빈 피커링
캘빈 엘로이 피커링(Calvin Elroy Pickering, 1976년 9월 29일 ~ )은 미국령 버진아일랜드 출신의 전 KBO 리그 선수이다. 2006년 SK 와이번스 소속이었으며, 수비 위치는 1루수인데 비교적 좋은 활약을 보여줬으나 팀 사정상 야수보다는 투수가 필요하다고 판단하여 시즌 중 퇴출됐다.
1996년 메이저 리그 볼티모어 오리올스에 지명되었으며, 1998년 9월 12일 메이저 리그에 첫 발을 내디뎠다. 체격조건은 키 198 cm 몸무게 125kg으로 2006년 시즌 한국 프로야구 선수 중 가장 무거운 선수였다.